# Йохан Макс Пробус фон Вилденщайн
Йохан Макс Пробус фон Вилденщайн (на немски: Johann Max Probus von Wildenstein; * 10 ноември 1702; † 14 март 1779) е граф от стария род Вилденщайн в Австрия, щатхалтер на Щирия (1750 – 1762).

## Произход и наследство
Той е син на граф Йохан Йозеф фон Вилденщайн (1668 – 1747) и съпругата му фрайин Юлиана Цолнер фон Масенберг (1672 – 1708), дъщеря на фрайхер Ханс Лудвиг Цолнер фон Масенберг и графиня Мариана фон Атемс (1646 – 1699). Сестра му Мария Юлиана фон Вилденщайн (1697 – 1769) се омъжва на 2 февруари 1717 г. в Грац за граф Франц Дизмас Херман фон Атемс (1688 – 1750). Сестра му Мария Каролина фон Вилденщайн (1700 – 1780) се омъжва за граф Алойз Катцианер фон Катценщайн († 1760).
Фамилията фон Вилденщайн произлиза от Бавария, живее до преди 1348 г. Каринтия. Замъкът им е разрушен от земетресение и те се местят в Щирия. Замъкът Вилденщайн се намира близо до Бад Ишъл в Горна Австрия. В замъкът Вилденщайн има голям пожар на 28 август 1593 г. и втори път през 1715 г. и тогава изгаря напълно.

## Фамилия
Първи брак: на 28 април 1726 г. в Грац с графиня Мария Барбара фон Траутмансдорф (* 4 юли 1696, Грац; † 2 септември 1759), дъщеря на граф Максимилиан Зигмунд фон Траутмансдорф (1674 – 1731) и графиня Мария Габриела Барбара фон Щархемберг (1673 – 1745). Те имат дъщеря:
- Мария Кристина Юлиана фон Вилденщайн (* 22 април 1727; † 1794), омъжена 1758 г. за граф Михаел Йохан фон Алтхан (* 5 април 1710, Барселона; † 16 декември 1778, Виена)

Втори брак: с графиня Агнес фон Нимпч (* 1737), дъщеря на граф Кристоф Фердинанд фон Нимпч, фрайхер на Фурст и Оелзе (1691 – 1747) и фрайин Мария Магдалена фон Гилайз-Зонберг (1696 – 1756). Те имат дъщеря:
- Мария фон Вилденщайн (1762 – 1820), омъжена за маркиз Фердинанд д'Йве де Бавай (1749 – 1825)